# Marc Fumaroli
Marc Fumaroli, né le 10 juin 1932 à Marseille et mort le 24 juin 2020 à Paris, est un critique littéraire, historien de l'art et de la littérature, et essayiste français.
Spécialiste du XVIIe siècle, il est professeur des universités à Paris-Sorbonne, titulaire d'une chaire « Rhétorique et société en Europe (XVIe – XVIIe siècles) » au Collège de France et membre de l'Académie française.
Il est également connu pour ses prises de position concernant la politique culturelle de la France et l'art contemporain.

## Biographie

### Jeunesse et formation
Marc Fumaroli passe son enfance et son adolescence à Fès. Il effectue des études secondaires au lycée mixte de cette ville (où il obtient un baccalauréat ès lettres) et des études supérieures au lycée Thiers à Marseille, à l'université d'Aix-Marseille et à la Sorbonne.
En 1959, il est reçu à l'agrégation de lettres. De septembre 1958 à janvier 1961, il effectue son service militaire à l’école militaire interarmes de Coëtquidan et dans le VIe régiment d’artillerie à Colbert (aujourd'hui Aïn Oulmene), dans le Constantinois. De septembre 1963 à août 1966, il est pensionnaire de la Fondation Thiers.

### Enseignement et institutions
Assistant à la faculté des lettres de Lille de 1966 à 1969, puis chargé d'enseignement à l'université Lille III de 1969 à 1976, il devient docteur ès lettres et maître de conférences à université Paris-Sorbonne en juin 1976. De 1978 à 1985, il est professeur à l'université Paris-Sorbonne.
En 1986, présenté par le poète Yves Bonnefoy et l'historien Jean Delumeau, il est élu professeur au Collège de France, chaire « Rhétorique et société en Europe (XVIe – XVIIe siècles) ». De 1992 à 1997, il est désigné par l'assemblée des professeurs du Collège de France pour être membre du conseil d'administration de la fondation Hugot du Collège de France.
Il est élu à l'Académie française le 2 mars 1995 au fauteuil 6, succédant à Eugène Ionesco (il y est reçu le 25 janvier 1996 par Jean-Denis Bredin) et le 30 janvier 1998, à l'Académie des inscriptions et belles-lettres au fauteuil laissé par Georges Duby.
En 1996, il est élu président de la Société des amis du Louvre. Il aura en charge l'organisation du centenaire de la Société (dons d'une grande peinture de David et d'un exceptionnel dessin de Watteau). Après être resté vingt ans à sa tête, il en quitte la présidence en juin 2016. Son vice-président, Louis-Antoine Prat, le remplace.
En 1997, il est Professor at large de l’université de Chicago au titre du Department of Romance Languages et du Committee on Social Thought.
À partir de l'an 2000, il travaille avec ses collaborateurs Marianne Lion-Violet (CNRS) et Francesco Solinas (Collège de France) à la constitution d'un Institut consacré à l'étude de la République des Lettres, rattaché au CNRS sous la direction du professeur Antoine Compagnon. Cette même année, il est professeur invité au Conservatoire national des arts et métiers et, depuis 2003, il est professeur émérite au Collège de France et fait partie de plusieurs commissions.
Par arrêté du 2 octobre 2006, Marc Fumaroli est nommé président de la Commission générale de terminologie et de néologie, en remplacement de Gabriel de Broglie, de l'Académie française, pour la durée du mandat restant à courir.
En mars 2008, il fait partie de la Commission de nomination au poste de directeur de la Villa Médicis, à Rome.
En 2009, il est membre du Comité de parrainage de l'Institut régional du cinéma et de l'audiovisuel présidé par le réalisateur Magà Ettori.
En octobre 2017, par le biais de l'Association française pour les arts qu'il a fondée et qu'il préside, il organise à la mairie du Ve arrondissement une exposition « Présence de la peinture en France, 1974-2016 », qui rend hommage à une série de peintres figuratifs contemporains, dont Sam Szafran, ainsi que de graveurs et de sculpteurs actuels, inscrits dans la tradition académique. Elle est présentée comme un plaidoyer pour réconcilier l'art et la beauté.
Il fut membre d'honneur de l'Observatoire du patrimoine religieux (OPR), une association multiconfessionnelle qui œuvre à la préservation et au rayonnement du patrimoine cultuel français.

### Jurys
- Président du jury du prix Chateaubriand[17]
- Membre du jury du prix Jean d'Ormesson[18] (depuis 2018)
- Membre du jury du prix de la BnF (depuis 2009)

## Prises de position

### Politique culturelle de la France
En 1991, dans L'État culturel, dont le titre a été repris dans celui de l'ouvrage de Jacques Donzelot, L'État animateur, Marc Fumaroli développe une critique très ferme de la politique culturelle française qui s'enracinerait dans le régime de Vichy, à travers André Malraux, pour atteindre son apogée en Jack Lang. Pour Marc Fumaroli, 

« l’État compromet son propre rôle et égare ses propres ressources, toujours limitées, dès lors qu’il veut tout faire. »

La politique culturelle doit viser à développer l'excellence et non s'égarer dans une « conception inflationniste ».
Dans ce même ouvrage, il insiste sur l'attachement des Français à la subvention des biens culturels. Cet attachement serait lié à une prise de position politique et économique : ne pas subventionner la culture serait admettre la victoire de l’« ultra-libéralisme », et serait le symbole de l’avènement de la fin du rayonnement et de la production culturelle française telle que nous la connaîtrions.

### Féminisation des noms de métiers en français
En 1998, alors que le gouvernement Jospin fait paraître une circulaire relative à la féminisation des noms de métiers en français, Marc Fumaroli rédige une tribune s'y opposant, « notairesse, mairesse, doctoresse, chefesse (…) riment fâcheusement avec fesse, borgnesse et drôlesse, n’évoquant la duchesse que de très loin. Tranchons entre recteuse, rectrice et rectale… »

### Art contemporain
En 2009, Marc Fumaroli publie une volumineuse étude, Paris-New York et retour, qui critique ce qu'il estime être les impostures de l'art contemporain. Il y dénonce le goût de la provocation et la surenchère dans la laideur, l'obscénité et le blasphème. Avec pour guide et point d'appui Baudelaire, il part à la recherche de ces mouvements qui ont à maintes reprises traversé l'Atlantique. Il rappelle que le précurseur a été un Français, Marcel Duchamp, installé aux États-Unis et promoteur des ready-made, au moment où, à Paris, fleurissaient les mouvements dadaïste et surréaliste qui auront des conséquences si importantes sur les arts plastiques. Après la Seconde Guerre mondiale, l'art abstrait (Rothko, Pollock, de Kooning) a vite été supplanté par le pop art, dont l'artiste phare, Andy Warhol, est venu chercher une certaine forme de consécration à Paris. Par la suite, l'art contemporain a connu ce qu'il appelle une barnumisation, avec comme animateur principal Jeff Koons, très habile dans le marketing et adepte de grands défilés à travers New York. Marc Fumaroli rédige quelques pages féroces sur ces artistes et sur leur collègue britannique Damien Hirst, qui n'avait pas prévu que son requin dans le formol se décomposerait ! Quant au mouvement de spéculation qui s'est emparé de ces productions, habilement entretenu par de grands galeristes, il semble éprouver un malin plaisir à contempler ces collectionneurs qui engloutissent des fortunes dans l'achat d'œuvres improbables, dont on n'a aucune certitude qu'elles pourront affronter sans dommage l'épreuve du temps.

L'évolution de la relation entre art et religion est hautement significative pour Marc Fumaroli. Le renouveau impulsé par les fondateurs de la revue L'Art sacré, Marie-Alain Couturier et Pie Raymond Régamey, a permis de faire appel à des peintres abstraits capables d'atteindre à une grande spiritualité, comme Jean Bazaine et Alfred Manessier. Mais les avatars de l'art contemporain se sont emparés de cette relation dans un sens diamétralement opposé car ils ont compris que le scandale faisait parler de soi et donc vendre. À l'origine de cette prise de conscience, Marc Fumaroli voit le rôle joué en Grande-Bretagne par les tabloïds qui ont fait bondir la cote des Young British Artists, promus par le publicitaire Charles Saatchi. En effet, chacun des scandales initiés par ces artistes, tels que les cadavres éventrés dans du formol de Damien Hirst, était du pain bénit pour ces journaux en mal de sensationnel, et en retour assurait la notoriété des artistes en cause. Dans le milieu des collectionneurs, il est vite devenu de bon ton d'accepter cette forme d'art : 

« Être devenu capable de regarder l'horrible, l'ignoble, le hideux comme plus que beau, fascinant et intéressant, c'est avoir passé l'épreuve qui fait entrer dans le “saint des saints” des élégances du nihilisme contemporain. »

 Vue par ces artistes, la religion devient prétexte à des performances d'automutilation voulant rappeler les stigmates, tel Michel Journiac, et à des représentations blasphématoires comme le Piss Christ d'Andres Serrano. Tous ces développements sont repris dans l'exposition « Traces du sacré » à Beaubourg en 2008, vaste panorama dont sont pourtant exclus les artistes que promouvait la revue L'Art sacré.
Il regrette également que la France ait cru devoir encourager, voire chercher à imposer cette forme d'art, en se lançant dans une sorte de concurrence avec les États-Unis au risque de perdre ses valeurs et en contradiction même avec le principe d'exception française défendu par le ministère. À ce titre, il remarque qu'à Paris comme à New York, de grands musées classiques ont cru opportun de faire une place à des spécialistes de la provocation tels que Damien Hirst au Met et Jan Fabre au Louvre, et s'interroge sur les raisons de ces choix : désir de faire du « buzz » et d'attirer ainsi de nouveaux visiteurs, pressions des galeristes qui veulent faire monter la cote de leurs poulains ou, en France, intervention du ministère ?
Parmi les nombreuses analyses du livre parues en France et à l'étranger, on peut citer celle de Jean d'Ormesson dans Le Figaro, celle de Jean-Louis Jeannelle dans Le Monde, qui, en tant que spécialiste de André Malraux, reproche à Marc Fumaroli son hostilité de principe à l'égard du ministre, ou celle, plus critique, du Magazine littéraire. Ce dernier regrette en particulier que les développements manquent au distinguo effectué par l'auteur entre cet art contemporain et les artistes véritables, alors que c'est un élément clé.

### Enseignement du latin et du grec
Marc Fumaroli a participé, auprès Jacqueline de Romilly, à la création de l'Association "Sauvegarde des Enseignements littéraires" en 1992 et en a assuré la présidence de 1993 à 1999. En 2015, Marc Fumaroli prend position contre la nouvelle réforme du collège présentée par la ministre de l'Éducation nationale Najat Vallaud-Belkacem, notamment pour ses effets concernant l'enseignement du latin et du grec, victimes, selon lui, du « fanatisme égalitariste ».

## Publications
- Héros et Orateurs, rhétorique et dramaturgie cornélienne, Droz, 1990
- Le Poète et le Roi, Jean de La Fontaine et son siècle, Éditions de Fallois, 1997
- L'État culturel : une religion moderne, Éditions de Fallois, 1991 ; rééd. Livre de Poche, 1999  (ISBN 2-253-06081-X)
- L'Âge de l'éloquence : rhétorique et « res literaria » de la Renaissance au seuil de l'époque classique, Droz, 1980 ; rééd. Albin Michel, 1994  (ISBN 2-226-06951-8)
- La Diplomatie de l'esprit : de Montaigne à La Fontaine, Hermann, 1995 ; rééd. 1998  (ISBN 2-7056-6380-0)
- Histoire de la rhétorique dans l'Europe moderne : 1450-1950, Presses universitaires de France, 1999  (ISBN 2-13-049526-5)
- L'École du silence. Le sentiment des images au XVIIe siècle, Paris, Flammarion, 1999  (ISBN 978-2-07-042132-9)
- Quand l'Europe parlait français, Éditions de Fallois, 2001  (ISBN 2-87706-426-3) 26e prix de la fondation Pierre-Lafue 2002.
- Orgies et fééries, Chroniques du théâtre à Paris autour de 1968, Editions de Fallois, 2002
- Chateaubriand : poésie et Terreur, Éditions de Fallois, 2003  (ISBN 2-87706-483-2) Prix Combourg 2004.
- Maurice Quentin de La Tour et le siècle de Louis XV, Éditions du Quesne, 2005  (ISBN 2-909989-23-2)
- Exercices de lecture : de Rabelais à Paul Valéry, Gallimard, « Bibliothèque des idées », 2006, 778 p.  (ISBN 2-07-072985-0)
- Peinture et pouvoirs aux XVIIe et XVIIIe siècles : de Rome à Paris, Faton, 2007, 397 p.  (ISBN 978-2-87844-094-2)
- Paris-New York et retour : voyage dans les arts et les images : journal, 2007-2008, Fayard, 2009, 634 p.  (ISBN 978-2-213-62483-9)
- Chateaubriand et Rousseau, conférence au Collège de France 1995, CD audio, éd. Le Livre Qui Parle, 2009
- Discours de réception de Jean Clair à l'Académie française et réponse de Marc Fumaroli, Gallimard, 2009, 130 p.  (ISBN 9782070127825)
- Le Big bang et après ?, avec Alexandre Adler, Blandine Kriegel et Trinh Xuan Thuan, Albin Michel, 2010, 168 p.  (ISBN 9782226207456)
- L’Homme de cour, préface-essai sur l'œuvre de Baltasar Gracián, Gallimard, « Folio Classique », 2011, 654 p.  (ISBN 978-2-07-042132-9)
- Le livre des métaphores : essai sur la mémoire de la langue française, Robert Laffont, 2012
- Des Modernes aux Anciens, Gallimard, « Tel », 2012  (ISBN 978-2-07-013507-3)
- La République des Lettres, Paris, Gallimard, « Bibliothèque des histoires », 2015  (ISBN 978-2-07-073064-3)
- Mundus muliebris: Elisabeth Louise Vigée Le Brun, peintre de l'Ancien régime féminin, coll. Fall.Litt., Éditions de Fallois, 2015  (ISBN 978-2877069496)
- Œuvres I-II, préface sur l'œuvre de Jean d'Ormesson, Bibliothèque de la Pléiade, Gallimard, 2015
- Le comte de Caylus et Edme Bouchardon : deux réformateurs du goût sous Louis XV, coll. Essai Somogy, Coédition Somogy, 2016  (ISBN 978-2757211861)
- Madame du Deffand et son monde, préface de l'ouvrage de Benedetta Craveri, Coll. Au fil de l'histoire, Flammarion, 2017
- Partis pris, coll. Bouquins, Robert Laffont, 2019
- Le poète et l'empereur : et autres textes sur Chateaubriand, Les Belles lettres, 2019
- Dans ma bibliothèque. La guerre et la paix, Les Belles lettres - éditions de Fallois, 2021, 460 p., posthume.

## Distinctions

### Prix
- 1982 : prix Monseigneur-Marcel de l’Académie française
- 1992 : prix de l'essai de l'Académie française
- 2001 : prix Balzan, pour l'histoire et la critique littéraires du XVIe siècle à nos jours
- 2004 : prix du Mémorial, grand prix littéraire d'Ajaccio
- 2004 : prix Combourg
- 2009 : prix Reino de Redonda

### Société savantes
Marc Fumaroli fut membre de sociétés et d'académies :
- Académie française,
- Académie des inscriptions et belles-lettres,
- Académie des Sciences, Agriculture, Arts et Belles Lettres d'Aix-en-Provence,
- British Academy ( membre correspondant),
- Académie nationale des sciences des États-Unis,
- Académie américaine des arts et des lettres,
- Société américaine de philosophie de Philadelphie,
- Académie des Lyncéens.

### Honneurs
Plusieurs universités l'ont fait docteur honoris causa :
- université de Naples (1994),
- université de Bologne (1999),
- université de Gênes (2004),
- université complutense de Madrid, (2005).

### Décorations

#### Françaises
- Grand officier de la Légion d'honneur (13 juillet 2018)[38].
- Grand officier de l'ordre national du Mérite (14 novembre 2011)[39].
- Commandeur de l'ordre des Palmes académiques
- Commandeur de l'ordre des Arts et des Lettres (24 novembre 1994)[40].

#### Étrangères
- Grand officier de l'ordre du Mérite de la République italienne‎
- Médaille d'or du Mérite culturel polonais Gloria Artis[41]